# 2 nivôse
2 frimaire 2 pluviôse
Le duodi 2 nivôse, officiellement dénommé jour de la houille, est le 92e jour de l'année du calendrier républicain.
C'était généralement le 22e jour du mois de décembre dans le calendrier grégorien.